# Dulce de leche
Dulce de leche u španjolskom ili doce de leite u portugalskom jeziku je tradicionalni južnoamerički slatki namaz.
Posebno omiljen je u: Argentini, Brazilu, Čileu, Dominikanskoj Republici Paragvaju, Peru i Urugvaju. Popularan je u Meksiku pod nazivom cajeta a u Kolumbiji i Venezueli pod nazivom Aarequipa.
Ime znači na španjolskom jeziku doslovno sladko od mlijeka. 
Francuski verzija Confiture de lait vrlo je slična dulce de leche-u.
U većini osnovnih recepta kombinira se kipuće mlijeko i šećer, a recepti mogu sadržavati i druge sastojke kako bi se postigla posebna svojstva. Dulce de leche također može biti pripremljen od zaslađenog kondenziranog mlijeka, koje se kuha i po nekoliko sati. Ova metoda pripreme često se naziva karamelizacija, a to je zapravo vrsta kemijskih reakcija s nazivom Maillardova reakcija.
Dulce de leche rabi se kao namaz na kruh ili druge slastice kao što su keksi ili kolači.

## Vanjske poveznice
- A simple recipe for making Dulce de Leche using only a can of sweetened condensed milk (engl.)